# Бегентаев, Мейрам Мухаметрахимович
Мейрам Мухаметрахимович Бегентаев (род. 1 мая 1974,  село Заречное Иртышского района Павлодарской области) — казахстанский государственный и политический деятель, депутат Мажилиса Парламента Республики Казахстан V созыва (с 18 января 2012 года). По образованию юрист-правовед, инженер-механик, доктор экономических наук, доцент.

## Биография
После окончания в 1991 году Железинской средней школы поступил в Павлодарский индустриальный институт, который окончил в 1996 году с отличием по специальности «Инженер-механик».
C 1994 году по 1999 год был  председателем профсоюзного комитета студентов Павлодарского государственного университета имени С. Торайгырова.
В 1999 году окончил с отличием Павлодарский университет по специальности «Юрист-правовед». С апреля 1999 года работал директором Академии культуры Павлодарского университета. С 1999 года по 2000 год стажер-исследователь кафедры общественных наук ПГУ им. С. Торайгырова. С 2000 года по 2001 год преподаватель кафедры общественных наук.
С марта 2001 года — директор института общественных объединений и командир штаба студенческих строительных отрядов ПГУ им. С. Торайгырова.
С сентября 2002 года был переведен начальником Управления по воспитательной работе и социальным вопросам, с сентября 2003 года — директором департамента воспитательной работы и социальных вопросов.
В 2003 году был избран депутатом Павлодарского городского маслихата III созыва.
С октября 2003 года — директор административного департамента ПГУ им. С. Торайгырова.
В апреле 2004 года назначен проректором по воспитательной работе и социальным вопросам, в апреле 2008 года — проректор по стратегическому планированию, социальной и воспитательной работе.
В апреле 2005 года был избран председателем молодёжного общественного объединения «Павлодарский областной штаб студенческих и молодёжных трудовых отрядов».
В 2005 году работал в Павлодарском областном общественном штабе кандидата в Президенты Республики Казахстан Н. А. Назарбаева в должности заместитель председателя областного штаба.
В 2006 году после успешной защиты кандидатской диссертации решением Ученого совета ПГУ им. С. Торайгырова присуждено академическое звание доцента Павлодарского государственного университета имени С. Торайгырова.
С 2006 года — первый заместитель республиканского штаба студенческих строительных и молодёжных трудовых отрядов Республики Казахстан.
В 2007 году избран депутатом Павлодарского городского маслихата IV созыва, являлся председателем постоянной комиссии по социальной политике Павлодарского городского маслихата.
В 2009 году присуждено ученое звание доцента, в июне 2010 года успешно защитил диссертацию на соискание ученой степени доктора экономических наук.
В декабре 2010 года назначен первым проректором — проректором по стратегическому планированию, социальной и воспитательной работе.
В 2011 году работал заместителем председателя Павлодарского областного общественного предвыборного штаба Павлодарского областного филиала НДП «Нур Отан».
В 2011 году был назначен исполняющим обязанности заместителя директора Департамента высшего и послевузовского образования Министерства образования и науки Республики Казахстан.
С 07.12.2011 года Кандидат в депутаты Мажилиса Парламента Республики Казахстан V созыва по партийному списку Народно-Демократической партии «Нур Отан».
С 18.01.2012 по 20.01.2016  Депутат Мажилиса Парламента Республики Казахстан V созыва, Член Комитета по социально-культурному развитию Мажилиса Парламента Республики Казахстан, руководитель рабочей группы по разработке проекта Закона Республики Казахстан «О внесении изменений и дополнений в некоторые законодательные акты по вопросам государственной молодёжной политики».
С мая 2016 года по апрель 2019 года распоряжением акима Павлодарской области Булата Бакауова, по согласованию с Администрацией Президента РК, заместителем акима Павлодарской области.
C апреля 2019 года по декабрь 2019 года исполняющий обязанности ректора Павлодарского государственного университета им. С. Торайгырова. Позже, с декабря 2019 года по апрель 2021 года ректор Павлодарского государственного университета им. С. Торайгырова.
С мая 2021 года является Ректором Казахского национального исследовательского технического университета имени К. И. Сатпаева.

## Личная жизнь и семья
Супруга — Бегентаева Сымбат, трое детей (сын и две дочери)
Сын - Мухаметрахим Мирас (2002 г.р.);
Дочери - Мухаметрахим Амина (2007 г.р.), Мухаметрахим Жамиля (2009 г.р.)

## Звания, награды, чины
- Почетная грамота Министерства образования и науки Республики Казахстан, 2004 г.
- Юбилейный знак Конгресса молодёжи Казахстана 45 лет РССО, 2004 г.
- Нагрудной знак Министерства образования и науки Республики Казахстан.
- Лучший председатель областного штаба студенческих и молодёжных трудовых отрядов, 2005 г.
- Нагрудной знак «Почетный работник образования Министерства образования и науки Республики Казахстан», 2005 г.
- Почетная грамота Народно-Демократической партии «Нұр Отан», 2007 г.
- Нагрудной знак Президента АО «Казахстанский электролизный завод» «Участник строительства КЭЗ», 2007 г.
- Лауреат Государственной молодёжной премии «Дарын» Правительства Республики Казахстан, номинация «Общественная деятельность», 2008 г.
- Юбилейная медаль «10 жыл Астана», 2008 г.
- Награждён медалью "Қайырымдылығы үшін «САУАП» объединения ветеранов войны в Афганистане, 2009 г.
- Благодарственное письмо Президента Республики Казахстан −2010 г.
- Почетная грамота Республики Казахстан, 2010 г.
- Юбилейная медаль «20 лет Независимости Республики Казахстан»-2011 г. и ряд грамот областного масштаба.
- Памятный знак «МПА СНГ. 25 лет» (27 марта 2017 года, Межпарламентская ассамблея СНГ) — за содействие в деятельности Межпарламентской Ассамблеи и её органов[2].

## Воинское звание
Капитан запаса.